# Акперов, Сурхай Джаббар оглы
Сурхай Джаббар оглы Акперов (азерб. Əkbərov Surxay Cabbar oğlu) — азербайджанский учёный, доктор технических наук (1988), профессор (1993), член-корреспондент НАНА (2001).

## Биография
Сурхай Акперов родился 8 февраля 1954 года в селе Захмет Масисского района Армянской ССР. В 1976 году окончил математико-механический факультет Азербайджанского Государственного Университета имени С. М. Кирова по специальности «механика». В 1976—1993 годах работал в институте Математики и Механики НАНА. В 1988 году защитил докторскую диссертацию. В 1993 году стал профессором, а в 2001 году членом-корреспондентом Национальной Академии наук Азербайджана. С 1993 года по настоящее время работает в Техническом Университете Йылдыз (Yıldız Teknik Üniversitesi)

## Научная деятельность
Сурхай Акперов — автор исследований в области механики композитных материалов с искривлёнными структурами, а также автор монографии «Mechanics of curved composites», опубликованной в издательстве Kluwer Academic Publishers в Нидерландах (Голландия) в 2000 году. В рамках трёхмерной линеаризированной теории деформированного твёрдого тела Акбаровым Сурхаем был разработан подход для исследования разрушения и устойчивости композитных материалов и элементов конструкций из этих материалов, свойства которых зависят от времени.
Сурхай Акперов — автор 130 опубликованных научных работ. К 2010 году под его руководством было подготовлено 30 кандидатов и 3 доктора технических наук.

### Некоторые научные работы
- «Mechanics of curved composites», Kluwer Akademic Publishers, 2000, 464p. (Нидерланды)[3]
- «On the determination of normalized nonlinear mechanical properties of composite materials with periodically curved layers», Int. Jour. Solids and structures, vol 32, № 21, pp. 3129–3143, 1995 (США)
- «On the fracture of the unidirectional composites in compression», Int. Jour. Engng Science, vol.35, № 12/13, pp. 1115–1136, 1997 (США)
- «The effect of initial stresses on harmonic fields within the stratified half-plane», European Journal of Mechanics-A/Solids, 20, pp. 385–396, 2001 (Франция)
- «A method of investigation of the general theory of stability problems on structural elements Faabricated from viscoelastic composite material», Composites, Part B: Engineering, 32, pp. 475–482, 2001 (США)